# Gayophytum heterozygum
Gayophytum heterozygum är en dunörtsväxtart som beskrevs av H. Lewis och Szweyk.. Gayophytum heterozygum ingår i släktet Gayophytum och familjen dunörtsväxter. Inga underarter finns listade i Catalogue of Life.